# Gaoling
Gaoling (chinesisch 高陵区, Pinyin Gāolíng Qū) ist ein Stadtbezirk der bezirksfreien Stadt Xi’an in der nordwestchinesischen Provinz Shaanxi. Gaoling hat eine Fläche von 287,7 km² und 441.000 Einwohner (Stand: Zensus 2020). Sein Hauptort ist die Großgemeinde Luyuan (鹿苑镇).
Im Kreisgebiet befinden sich die neolithische Yangguanzhai-Stätte (杨官寨遗址, Yángguānzhài yízhǐ), die Östliche-Wei-Brücken-Stätte (东渭桥遗址, Dōng wèi qiáo yízhǐ) aus der Zeit der Tang-Dynastie, und die Zhaohui-Pagode (昭慧塔, Zhāohuì tǎ), ebenfalls aus der Zeit der Tang-Dynastie, die auf der Liste der Denkmäler der Volksrepublik China stehen.